# Кастелар (Кунео)
Кастелар (итал. Castellar) је насеље у Италији у округу Кунео, региону Пијемонт.
Према процени из 2011. у насељу је живело 243 становника. Насеље се налази на надморској висини од 354 м.

## Становништво
| 1936. | 1951. | 1961. | 1971. | 1981. | 1991. | 2001. | 2011. |
| ----- | ----- | ----- | ----- | ----- | ----- | ----- | ----- |
| 300   | 274   | 218   | 195   | 236   | 241   | 247   | 284   |